# Bryconaethiops quinquesquamae
Bryconaethiops quinquesquamae е вид лъчеперка от семейство Alestidae. Видът не е застрашен от изчезване.

## Разпространение
Разпространен е в Камерун и Нигерия.

## Описание
На дължина достигат до 11 cm.